# Edgar James Bernard Buchanan
Edgar James Bernard Buchanan, britanski general, * 1892, † 1979.